# TJ Tollakson
Trenton Joel Tollakson (* 12. August 1980) ist ein ehemaliger US-amerikanischer Triathlet, Ironman-Sieger (2011, 2014) und Nordamerikanischer Meister (2014). 

## Werdegang
Trenton Joel Tollakson startete im Juli 2001 bei seinem ersten Triathlon. Sein Spitzname ist TJ. Seit 2008 startet er als Profi-Triathlet.
Im Juli 2011 erreichte er in Lake Placid seinen ersten Sieg auf der Langdistanz (3,86 km Schwimmen, 180,2 km Radfahren und 42,195 km Laufen).

### Nordamerikanischer Meister 2014
Im August 2014 konnte er beim Ironman Mont-Tremblant mit neuem Streckenrekord sein zweites Ironman-Rennen gewinnen und die Nordamerikanischen Meisterschaften für sich entscheiden.
Im November 2016 wurde er – wie schon im Vorjahr – Dritter beim Ironman Arizona.
2019 gewann er im Mai mit dem Ironman 70.3 Gulf Coast sein drittes Ironman 70.3-Rennen. Seit 2019 tritt TJ Tollakson nicht mehr international  Erscheinung.
Seit Januar 2010 ist er  verheiratet und die beiden leben in Des Moines.

## Sportliche Erfolge
| Datum/Jahr    | Rang | Wettbewerb                                           | Austragungsort       | Zeit        | Bemerkung |
| ------------- | ---- | ---------------------------------------------------- | -------------------- | ----------- | --- |
| 11. Mai 2019  | 1    | Ironman 70.3 Gulf Coast                              | Panama City Beach    | 03:54:19    | |
| 27. Okt. 2018 | 2    | Ironman 70.3 Waco                                    | Waco                 | 03:21:51    | |
| 3. Dez. 2017  | 3    | Ironman 70.3 Cartagena                               | Cartagena            | 03:55:14    | |
| 5. Mai 2014   | 9    | USA Middle Distance Triathlon National Championships | St. George           | 04:03:39    | Staatsmeisterschaft auf der Mitteldistanz beim Ironman 70.3 St. George                                                            |
| 28. Okt. 2012 | 2    | Ironman 70.3 Austin                                  | Austin               | 03:52:07    | |
| 10. Juni 2012 | 3    | Eagleman Ironman 70.3                                | Cambridge (Maryland) | 03:48:52    | |
| 12. Juni 2011 | 1    | Eagleman Ironman 70.3                                | Cambridge (Maryland) | 03:54:39    | |
| 18. Juli 2010 | 3    | Ironman 70.3 Racine                                  | Racine               | 04:00:36    | |
| 27. Juni 2010 | 4    | Ironman 70.3 Buffalo Springs                         | Lubbock              | 04:00:43    | hinter dem Sieger Chris Lieto |
| 25. Apr. 2010 | 7    | Ironman 70.3 Texas                                   | Galveston Island     | 03:57:06    | [ 2 ] |
| 2010          | 7    | Ironman 70.3 Florida                                 | Orlando              | 03:58:59    | Mit einer sehr schnellen Radzeit ging TJ als Führender auf die Laufstrecke, wurde dort aber noch um einige Plätze zurückgeworfen. |
| 2007          | 3    | Vineman Ironman 70.3                                 | Sonoma County        |             | |
| 10. Juni 2007 | 1    | Eagleman Ironman 70.3                                | Cambridge (Maryland) | 03:46:28.60 | |
| 2006          | 7    | Eagleman Ironman 70.3                                | Cambridge (Maryland) | 04:04:47    | |

| Datum/Jahr    | Rang | Wettbewerb             | Austragungsort | Zeit     | Bemerkung                                                                             |
| ------------- | ---- | ---------------------- | -------------- | -------- | ------------------------------------------------------------------------------------- |
| 18. Nov. 2018 | 3    | Ironman Arizona        | Tempe          | 08:09:53 |                                                                                       |
| 10. Sep. 2017 | 2    | Ironman Wisconsin      | Madison        | 08:28:17 |                                                                                       |
| 20. Nov. 2016 | 3    | Ironman Arizona        | Tempe          | 08:02:30 | persönliche Ironman-Bestzeit                                                          |
| 15. Nov. 2015 | 3    | Ironman Arizona        | Tempe          | 08:04:17 |                                                                                       |
| 27. Sep. 2015 | 9    | Ironman Chattanooga    | Chattanooga    | 08:21:48 |                                                                                       |
| 29. März 2015 | 18   | Ironman South Africa   | Port Elizabeth | 09:06:24 |                                                                                       |
| 17. Aug. 2014 | 1    | Ironman Mont-Tremblant | Québec         | 08:16:17 |                                                                                       |
| 12. Okt. 2013 | 22   | Ironman Hawaii         | Hawaii         | 08:43:56 | [ 4 ]                                                                                 |
| 23. Juni 2013 | 3    | Ironman Coeur d’Alene  | Idaho          | 08:32:09 |                                                                                       |
| 18. Nov. 2012 | 3    | Ironman Arizona        | Tempe          | 08:07:39 |                                                                                       |
| 11. Aug. 2012 | 6    | Ironman New York       | New York City  | 08:33:01 |                                                                                       |
| 8. Okt. 2011  | DNF  | Ironman Hawaii         | Hawaii         | –        | [ 5 ]                                                                                 |
| 24. Juli 2011 | 1    | Ironman USA            | Lake Placid    | 08:25:15 |                                                                                       |
| 7. Mai 2011   | 3    | Ironman St. George     | St. George     | 08:40:20 |                                                                                       |
| 2010          | 39   | Ironman Hawaii         | Hawaii         | 08:54:00 |                                                                                       |
| 2009          | 2    | Ironman Arizona        | Tempe          | 08:20:22 | Zweiter hinter seinem Landsmann Jordan Rapp                                           |
| 2009          | 36   | Ironman Hawaii         | Hawaii         | 09:06:20 |                                                                                       |
| 2009          | 2    | Ironman Coeur d’Alene  | Idaho          | 08:42:03 | [ 6 ]                                                                                 |
| 2008          | 251  | Ironman Hawaii         | Hawaii         | 09:53:43 |                                                                                       |
| 13. Apr. 2008 | 2    | Ironman Arizona        | Tempe          | 08:34:36 | 17 Sekunden hinter dem Sieger, dem Ungarn József Major                                |
| 2007          | 30   | Ironman Hawaii         | Hawaii         | 09:03:05 |                                                                                       |
| 26. Aug. 2007 | 3    | Ironman Louisville     | Louisville     |          | Dritter in Kentucky – hinter den beiden Australiern Chris McDonald und Craig McKenzie |

(DNF – Did Not Finish)